# Althaea armeniaca
Althaea armeniaca är en malvaväxtart som beskrevs av Michele Tenore. Althaea armeniaca ingår i släktet läkemalvor, och familjen malvaväxter. Inga underarter finns listade i Catalogue of Life.